# Friedrich Wolff (Politiker, 1912)
Friedrich Wolff (* 24. März 1912 in Essen-West; † 13. Dezember 1976 in Essen-Rellinghausen) war ein deutscher Volkswirt, Journalist, Verwaltungsbeamter und Politiker (SPD).

## Leben und Beruf
Friedrich Wolff war der Sohn eines Kruppschen Arbeiters. Nach dem Besuch der Volksschule und des Reformgymnasiums der Krupp-Oberschule machte er 1931 das Abitur. Beim Institut für Konjunkturforschung Essen hatte er 1931/32 eine informatorische Tätigkeit absolviert. In den Jahren 1932 bis 1935 nahm Wolff ein Studium der Volkswirtschaftslehre, Betriebswirtschaftslehre und des Öffentlichen Rechts an der Universität zu Köln, der Universität Wien und der Ludwig-Maximilians-Universität München auf, das er mit Staatsexamen zum Diplom-Volkswirt abschloss. Im Anschluss war er als Hochschulassistent tätig. Im Februar 1936 promovierte er zum Dr. rer. pol.
Ab April 1936 bis 1943 arbeitete er als Wirtschaftsredakteur bei der Frankfurter Zeitung. Zwischen 1940 und 1946 leistete er Kriegsdienst und geriet bis zum 1. Februar 1946 in französische Kriegsgefangenschaft. Am 1. April 1946 wurde er zum Stadtdirektor in Essen berufen. Dort war er bis 1950 Dezernent für das Personal- und Organisationswesen sowie Stadtkämmerer. Am 30. Oktober 1957 wurde er als Nachfolger von Hellmuth Greinert zum Oberstadtdirektor berufen. Im Anschluss an seine Verwaltungstätigkeit fungierte er als Mitherausgeber des Essener Stadtanzeigers. Zudem war er Vorsitzender oder Mitglied in mehreren Gremien, Organisationen und Verbänden.
Am 31. Dezember 1963 trat Wollf aus gesundheitlichen Gründen vorzeitig in den Ruhestand. Er wurde auf dem Ostfriedhof Essen beigesetzt.

## Partei
Wolff trat 1930 in die SPD ein und engagierte sich bis 1933 in der sozialistischen Jugendbewegung.

## Abgeordneter
Wolff war vom 1. September 1948 bis 8. Mai 1949 Mitglied des Parlamentarischen Rates, der das Grundgesetz für die Bundesrepublik Deutschland schuf.

## Ehrungen
1959 wurde Wolff Ehrenbürger der RWTH Aachen.